# Equipaje emocional
Bagaje emocional (también llamado "equipaje emocional") es una expresión popular relacionada con muchos y variados conceptos similares en ciencias sociales, movimientos de autoayuda y otros campos, generalmente va unida a temas perjudiciales no resueltos de naturaleza emocional.
Una imagen metafórica es la de llevar desilusiones, errores y traumas del pasado como una mochila con una carga pesada.

## Vida adulta
En la vida adulta, el equipaje emocional pasa a primer plano en las relaciones de dos formas principales:
- En primer lugar, están las expectativas a menudo negativas creadas por relaciones previas -quizás de naturaleza abusiva- una especie de esclavitud del pasado que puede contaminar interacciones nuevas y posiblemente más positivas.[2]  Esto puede ser evidente en un segundo matrimonio donde, en palabras de Virginia Satir, "las sombras del pasado son muy reales y deben ser tratadas por la nueva pareja".[3]

- El segundo conjunto de recuerdos que contribuyen al equipaje emocional de un adulto son los cambios recurrentes en el desarrollo de la relación actual: problemas menores en el presente se ven contaminados por corrientes negativas de tiempos anteriores que no se pueden resolver o dejar de lado para siempre.[4]

## Desde la infancia
Detrás de los problemas en adultos, puede haber formas más profundas de bagaje emocional arraigadas en las experiencias de la infancia que continúan afectando a la personalidad y el comportamiento del adulto. Puede ocurrir además que determinados adultos sean incapaces de dejar atrás el dolor de su infancia y esperan que sus parejas les ayuden a solucionarlo en lugar de abordar otras preocupaciones de adultos.